# 李至伦
李至伦（1942年3月10日—2007年4月28日），男，辽宁锦州人，中华人民共和国政治人物，中共第十六屆中央委员、中共中央纪律检查委员会副书记、中華人民共和國監察部部长。

## 生平
李至倫1964年加入中国共产党，1967年毕业于北京政治学院政法专业，后任广东省保亭县（现属海南省）县委办公室主任、县委常委兼宣传部部长、县委副书记等职。1979年到共青团中央团校工作，历任组织教育处处长、副教育长、校党组书记、副校长兼共青团中央青运史研究室主任等职，与时兼任校长的胡锦涛关系密切。1985年李出任《中国青年报》社社长，1987年调任监察部办公厅主任。
1992年，李升任监察部副部长，并进入中共中央纪委，2003年升任中纪委副书记。2003年3月17日，经国务院总理温家宝提名，国家主席胡锦涛发布第二号中华人民共和国主席令，根据中华人民共和国第十届全国人民代表大会第一次会议的决定，李至伦被任命为监察部部长。2007年4月在任上病逝。